# Alfta kyrka
Alfta kyrka är en kyrkobyggnad i Alfta i Ovanåkers kommun. Den är församlingskyrka i Alfta-Ovanåkers församling i Uppsala stift.

## Kyrkobyggnaden
Äldsta delen i nuvarande stenkyrka är tornet, som sannolikt uppfördes under senare delen av medeltiden. Vid en radikal ombyggnad 1765 - 1770, fick kyrkan i stort sett sin befintliga planform med rektangulärt långhus och vidbyggd sakristia i norr. Befintligt kyrktorn behölls. På 1950-talet tillkom en mindre utbyggnad i hörnet mellan sakristia och långhus. Läktarunderbyggnaden är från 1980 och har smårum för skilda funktioner. Ingångar finns i väster via tornets bottenvåning samt mitt på långhusets sydsida. Kyrkans exteriör fick sin sengustavianska utformning efter en brand 1793. Murarna är vitputsade, såväl ut- som invändigt och genombryts av rundbågiga fönsteröppningar; fönsteraxlarna avdelas med kraftiga pilastrar. Kyrktornet kröns på tidstypiskt vis av flack huv och lanternin. De nyklassicistiska portalomfattningarna tillkom 1898 - 1899. Kyrkorummet är helt övervälvt. Kyrkans fasta inredning förnyades successivt efter branden. Vid den inre restaureringen 1958 - 1959 var avsikten att i görligaste mån återskapa kyrkans skepnad från tidiga 1800-talet, varför flera tillskott från senare delen av 1800-talet avlägsnades. 
Kyrkan byggdes om och tillbyggdes 1769, blev skadad av brand 1793 och återställdes i fungerande skick 1799. 1897-1899 genomgick kyrkan en genomgripande restaurering. Då tillkom nya bänkar, ny orgelläktare, nytt altare med altarring, ny infattning till altartavlan, nya fönster av katedralglas med blyinfattningar där korets två fönster fått glasmålningar gjorda av glasmålarfirman Neuman och Vogel i Stockholm. Målarna E. Bergh och E. Norstedt från Stockholm utförde alla dekorationer och måleriarbeten. Centralvärme efter W. Dahlgrens system ersatte de tidigare värmekaminerna. Ljuskronor, kandelabrar och lampetter och sköldar har tillverkats av firman Ax i Gävle. En större ljuskrona i röd metall, som tar 60 ljus, är speciell. Doktorinnan Alma Fredlund sydde altarduken och Letty Oldberg skapade antependiet. Alla snickeriarbeten har gjorts av ingenjören Larssons snickerifabrik i Uppsala. Bildhuggeriarbeten utfördes av bildhuggaren Wilhelm Hoffman i Stockholm. Arkitekt Carl Axel Ekholm hade översynen på det hela och byggmästaren Jonas Holm från Alfta ledde arbetet.

## Inventarier
- Dopfunten härstammar från den äldre kyrkan från omkring 1400.
- Altartavlan utfördes 1840 av Albert Blombergsson och är en kopia av Fredric Westins altartavla i Kungsholms kyrka i Stockholm. Tavlans motiv är Kristi Uppståndelse.
- Nuvarande predikstol tillverkades 1815 av två sockenbor Olof Brunk och Pehr Tulpan.
- En ljusstake av mässing är från 1600-talet och är prydd med ett senmedeltida processions- eller relikkors.
- En mässhake av rött broderat siden är från 1400-talet.

### Orgel
- 1658 byggdes ett positiv av Petter Hansson Thel med 7 stämmor och en manual. Orgelverket togs ned från kyrkan 1767, i samband med att den gamla kyrkan revs.[2]
- 1778-1783 byggdes en orgel av Lars Fredrik Hammardahl, Arbrå. Orgeln byggdes om 1830 av Eric Nordqvist och Lars Niclas Nordqvist, Alfta. Orgeln hade efter ombyggnationen 16 1⁄2 stämmor. Detta orgelverk fraktades i maj månad år 1900 i tre delar på järnväg: en del till Anders Victor Lundahl i Stockholm, en del till orgelbyggare Per Johan Johansson i Ore och en del till orgelbyggare Björklund i Edsbyn.[3]
- 1898 byggde Anders Victor Lundahl, Stockholm en orgel med 18 stämmor, två manualer och pedal.
- Den nuvarande orgeln byggdes 1961 av Åkerman & Lunds Nya Orgelfabriks AB, Knivsta och är en mekanisk orgel med slejflådor. Tonomfånget är på 56/30 och fasaden är från 1830.

| Huvudverk I       | Svällverk II      | Bröstverk III | Pedal              | Koppel |
| Gedacktpommer 16' | Rörflöjt 8'       | Gedackt 8'    | Principal 16´      | I/P    |
| Principal 8´      | Principal 4'      | Spetsflöjt 4' | Subbas 16'         | II/P   |
| Gedackt 8´        | Traversflöjt 4'   | Principal 2'  | Borduna 8'         | III/P  |
| Oktava 4'         | Waldflöjt 2'      | Kvintadena 2' | Koralbas 4'        | II/I   |
| Hålflöjt 4'       | Sesquialtera II   | Nasat 1 1⁄3'  | Nachthorn 2'       | III/I  |
| Oktava 2'         | Scharf IV 1'      | Regal 8'      | Rauschkvint III 2' | III/II |
| Mixtur V 1 1⁄3'   | Dulcian 16'       | Tremulant     | Basun 16'          |        |
| Trumpet 8'        | Krumhorn 8'       |               |                    |        |
|                   | Tremulant         |               |                    |        |
|                   | Crescendosvällare |               |                    |        |

## Galleri

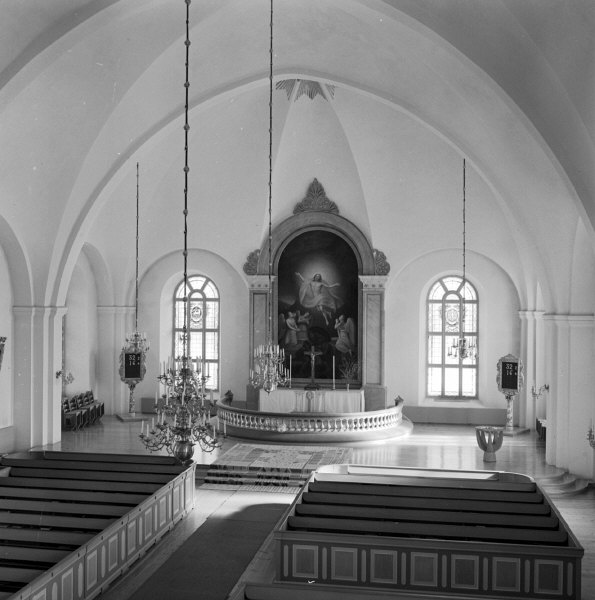
Interiör mot öster.
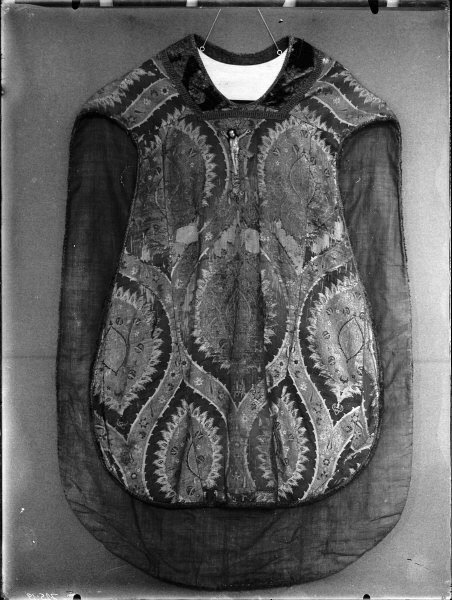
Mässhake, av sidenbrokad turkisk, silver och guld i reiliefsöm, rygg-bröststycke krucifix.
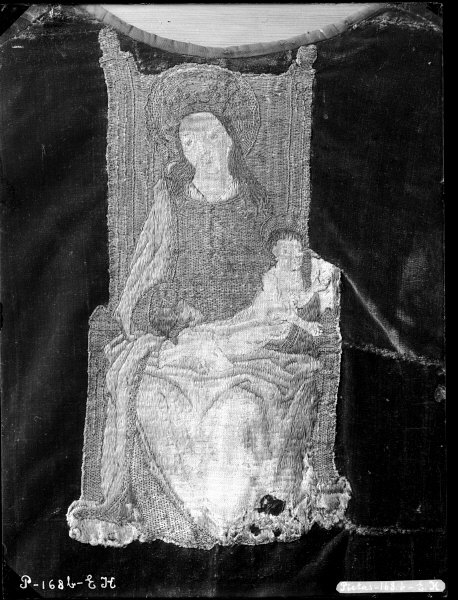
Detalj av mässhake av rödbrun sammet, broderi med schatter- och läggström, brösstycket Maria med barnet, ryggstycket kors. Broderiet 1400-talet, mässhaken 1600-talet. Efter konservering.
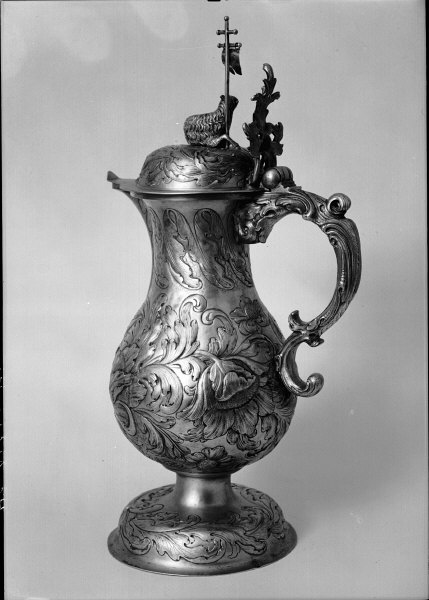
Vinkanna av silver, vegetativa ornament, förgylld botten. Inskription "Anno 1676".
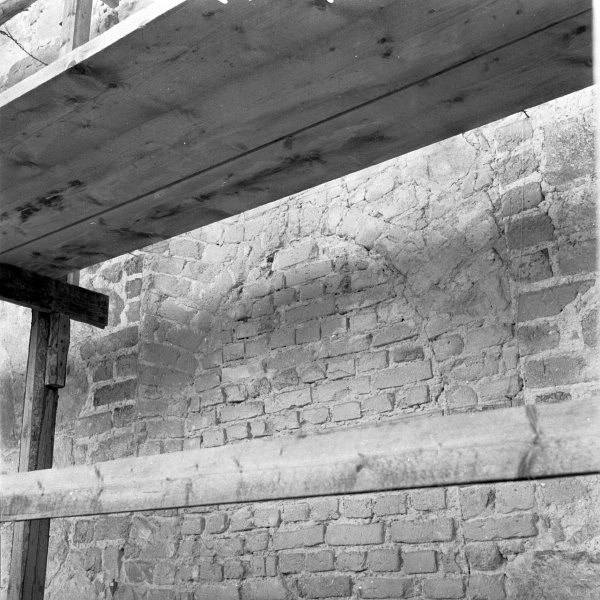
Södra fasadens dubbelglugg.

### Webbkällor
- anläggningspresentation
- Se - Hälsingland[död länk]